# Платоновка (Омская область)
Платоновка — деревня в Нововаршавском районе Омской области России. Входит в состав Черлакского сельского поселения. Население 241 чел. (2010), 67 % (2002) из них — казахи .

## История
В соответствии с Законом Омской области от 30 июля 2004 года № 548-ОЗ «О границах и статусе муниципальных образований Омской области» деревня вошла в состав образованного муниципального образования «Черлакское сельское поселение».

## География
Платоновка находится в юго-восточной части региона, в пределах Ишимской равнины, являющейся частью Западно-Сибирской равнины.
Уличная сеть состоит из четырёх географических объектов:
ул. Кузнечная, ул. Сибирская, ул. Центральная, ул. Школьная.
Абсолютная высота — 105 м. над уровнем моря.

## Население
| 2010 |
| ---- |
| 241  |

Гендерный состав
По данным Всероссийской переписи населения 2010 года в гендерной структуре населения из 241 человека мужчин — 118, женщин — 123 (49,0 и	51,0 % соответственно).
Национальный состав
Согласно результатам переписи 2002 года, в национальной структуре населения казахи составляли 67 % от общей численности населения в 360 чел..

## Инфраструктура
Личное подсобное хозяйство.

## Транспорт
Просёлочные дороги.
Ближайшая железнодорожная станция — Иртышское находится в пгт
Большегривское.